# Regretting You(filme)
Regretting You (bra: Se Não Fosse Você) é um futuro filme de drama romântico americano dirigido por Josh Boone e com roteiro escrito por Susan McMartin . É baseado no romance homônimo de Colleen Hoover, de 2019, sendo mais uma adaptação para os cinemas da autora. O filme é estrelado por Allison Williams, Mckenna Grace, Dave Franco, Mason Thames, Willa Fitzgerald, Scott Eastwood e Clancy Brown .

## Elenco
- Allison Williams como Morgan Grant
- Mckenna Grace como Clara Grant
  - Aubrey Brockwell como a jovem Clara
- Dave Franco como Jonah Sullivan
- Mason Thames como Miller Adams
- Willa Fitzgerald como Jenny Davidson, falecida irmã mais nova de Morgan e falecida esposa de Jonah
- Scott Eastwood como Chris Grant, falecido marido de Morgan e falecido pai de Clara
- Clancy Brown como Hank "Gramps" Adams, avô de Miller
- Sam Morelos
- Ethan Costanilla

## Produção

### Desenvolvimento e elenco
Em agosto de 2024, foi confirmado que uma adaptação de Regretting You estava em desenvolvimento, com Josh Boone dirigindo e Allison Williams, Mckenna Grace, Dave Franco e Mason Thames estrelando.   Em março de 2025, Willa Fitzgerald e Scott Eastwood foram escalados para fazer parte do elenco do filme.   Clancy Brown, Sam Morelos e Ethan Costanilla completaram o elenco naquele mesmo mês. 

### Filmagem
As filmagens iniciaram em março de 2025, em Atlanta . 

## Lançamento
Regretting You tem previsão de lançamento nos Estados Unidos no dia 24 de outubro de 2025 e no Brasil no dia 23 de outubro de 2025. 